# Pepe Pimentel
Jose Gonzales "Pepe" Pimentel (27 april 1930 - Quezon City, 24 januari 2013) was een Filipijns televisiepresentator. Hij werd het meest bekend door zijn werk voor de televisie, maar acteerde daarnaast ook in enkele films.

## Carrière
Pimentel begon zijn carrière toen hij meedeed aan een amateur zangwedstrijd en daarna in de jaren 50 de eerste winnaar werd van een nationale talentenshow op de radio genaamd Tawag ng Tanghalan. Zijn tv-carrière begon begin jaren '60 als presentator van Student Canteen. Later presenteerde 38 jaar lang de spelshow Kuarta o Kahon (1963-2000). Hij presenteerde ook de show Tawag ng Tanghalan.
Naast zijn werk als tv-presentor speelde Pimentel ook rollen in diverse films waaronder Carioca (1963), The Jukebox Queen (1966), Dos por dos (1968) en I Won, I Won: Ang Swerte Nga Naman (1985).
Pimentel overleed in 2013 op 82-jarige leeftijd na een hartaanval in zijn huis in Quezon City